# Yann Sommer
Yann Sommer (Morges, Suiza, 17 de diciembre de 1988) es un futbolista suizo que juega de portero en el Inter de Milán de la Serie A.

## Trayectoria

### FC Basilea
Nacido en Morges (Vaud), Sommer jugó de niño en los equipos juveniles del FC Herrliberg y más tarde del Concordia Basel. Se mudó al equipo juvenil de Fussballclub Basilea en 2003 y firmó su primer contrato profesional con en 2005. Se convirtió en el primer portero de la selección sub-21 casi de inmediato, defendiéndose de rivales como Jayson Leutwiler y Orkan Avci y fue tercero en la elección para el primer equipo detrás de Franco Costanzo y Louis Crayton.
Durante el verano de 2007 firmó un nuevo contrato hasta 2011, y fue cedido al Fussball Club Vaduz de Liechtenstein para ganar experiencia en el primer equipo en un entorno algo más competitivo que los reservas de la 1. Liga. Fue nombrado portero de primera elección y jugó 33 partidos en el transcurso de la temporada 2007-08 de la Challenge League, desempeñando un papel importante en la promoción del Vaduz a la Superliga de Suiza. Su préstamo se extendió hasta enero de 2009. Hizo su debut en la Superliga con el Vaduz el 20 de julio de 2008 en la victoria por 2-1 como visitante contra el FC Lucerna. Sommer fue llamado al Basilea el 7 de enero de 2009 porque el portero titular del club, Franco Costanzo, estaba lesionado.
Hizo su debut en la Superliga con el Basilea en una derrota por 3-2 ante el Young Boys en el Stadion Wankdorf el 7 de febrero de 2009. Jugó seis partidos con el club hasta el final de la temporada. El 16 de junio, se unió a Grasshopper en un préstamo de una temporada. Durante su temporada allí, jugó 33 partidos de liga.
El 14 de junio de 2010 firmó un contrato de cinco años con el Basilea. Se desempeñó como portero de segunda opción detrás de Franco Costanzo. En marzo de 2011 el Basilea anunció que no ofrecería a Costanzo una extensión de contrato, lo que convirtió a Sommer en el primer portero del club. Jugó cinco partidos de la Superliga durante la temporada 2010-11 y por lo tanto formó parte del equipo ganador del campeonato.
Hizo su debut en la Liga de Campeones de la UEFA el 14 de septiembre de 2011 en la victoria por 2-1 en casa ante el Oțelul Galați. Fue portero de primera elección en la temporada 2011-12, después de la cual ganó el doblete de la liga y la Copa de Suiza.
Al final de la temporada 2012-13 ganó el título de liga por tercera vez consecutiva, después de haber jugado en los 36 partidos en la competición. Basilea también terminó como subcampeón de la Copa de Suiza. En la Liga Europa de la UEFA 2012-13 su club avanzó a las semifinales donde se enfrentó al actual campeón, el Chelsea, con cual fue eliminado con un marcador de 2-5 en el global.
Al final de la temporada 2013-14 ganó el campeonato de liga con Basilea. También llegaron a la final de la Copa de Suiza 2013-14 pero fueron derrotados 2-0 por el Zürich en la prórroga. En la Liga de Campeones 2013-14 el Basilea terminó la fase de grupos en la tercera posición para clasificarse para la fase eliminatoria de la Liga Europa donde avanzó hasta los cuartos de final. En su temporada 2013-14, Basilea jugó un total de 68 partidos: 36 de la Liga Suiza, 6 de la Copa Suiza, 6 de la Liga de Campeones y 10 de la Liga Europa y 10 partidos de prueba. Sommer sumó 58 apariciones: 35 de Liga, 2 de Copa, 10 de Liga de Campeones y 6 de Liga Europa, además de 5 en los partidos de prueba.
Sin embargo, logró mantener 65 veces su portería a cero en 170 apariciones en todas las competiciones en que disputó con el club.

### Borussia Mönchengladbach
El 10 de marzo de 2014 firmó un contrato de cinco años con el Borussia Mönchengladbach de la Bundesliga alemana, a partir del 1 de julio. Fue fichado para sustituir a Marc-André ter Stegen que se había marchado al Barcelona. En la primera temporada con en Mönchengladbach, 2014-15, terminó en tercer lugar en la Bundesliga, el mejor resultado de liga del club desde 1978. El club también logró batir su récord de partidos consecutivos sin derrota, superando el récord de los 17 partidos que había establecido durante la temporada 1970–71.
Su debut llegó contra el Homburg en la Copa de Alemania donde el Gladbach ganó 3-1. Sommer jugó contra el VfB Stuttgart en la jornada inaugural en un empate 1-1. Su compañero Christoph Kramer marcó un gol que lo lanzó desde larga distancia contra el Borussia Dortmund en una derrota por 1-0, pero el Gladbach logró la clasificación para la Liga de Campeones de la UEFA con un partido restante. Al final de la temporada, Sommer fue nombrado jugador de la temporada del Gladbach.
La temporada 2015-16 comenzó mal: el Gladbach perdió su primer partido por 4-0 ante el Borussia Dortmund y Sommer fue culpado por el primer gol. Se informó que el club estaba en serios problemas, y antes de su primer partido de la temporada en la Liga de Campeones, los jugadores del club sostuvieron conversaciones de crisis para discutir sus problemas. Después de perder 3-0 ante el Sevilla, Sommer fue muy criticado por su juego. Tras una quinta derrota consecutiva en la Bundesliga ante el Colonia el entrenador Lucien Favre puso su renuncia. A diferencia del año anterior, fue el peor comienzo de temporada que el Gladbach había sufrido.
Con el nuevo entrenador interino André Schubert, el club mejoró dramáticamente con cuatro victorias en cuatro partidos, lo que resultó en el nombramiento permanente de Schubert. Sommer se vio obligado a no jugar contra el VfL Wolfsburgo debido a una fractura en la nariz, después de haberse lesionado contra el Manchester City en la Liga de Campeones, por lo que fue reemplazado por Tobias Sippel. Sommer finalmente jugó en todos los partidos restantes de la Bundesliga, y sus actuaciones despertaron el interés del Manchester City.
Sin embargo, Borussia Mönchengladbach terminó cuarto en la temporada 2015-16 y se clasificó para la Liga de Campeones de la UEFA 2016-17 en la que terminó tercero en su grupo que tenía al Barcelona, Manchester City y Celtic, y luego alcanzó los octavos de final de la Liga Europa antes de ser eliminado por el Schalke 04 en la regla del gol de visitante después de un empate 3-3 en el global.
En noviembre de 2019 extendió su contrato hasta 2023. En la Liga de Campeones de la UEFA 2020-21, el Borussia Mönchengladbach alcanzó los octavos de final, donde perdió contra el Manchester City.

### Breve paso por Múnich e Inter de Milán
El 19 de enero de 2023 fue anunciado como nuevo jugador del Bayern de Múnich, con un contrato hasta 2025. La llegada al club de Múnich se debió a la lesión sufrida por Manuel Neuer mientras esquiaba. Ayudó al equipo a ganar la 1. Bundesliga y en el mes de agosto fue traspasado al Inter de Milán.

## Selección nacional

### Categorías inferiores
Sommer ha representado a Suiza en varios niveles de edad, incluidos los menores de 16, 17, 19 y 21 años. Hizo su debut en la selección sub-16 el 26 de agosto de 2003, pero el partido terminó en una derrota por 0-5 ante Alemania. Su debut en la sub-17 fue el 20 de noviembre de 2003 en el empate 1-1 contra Inglaterra.
Sommer debutó con la selección suiza sub-21 el 22 de agosto de 2007, cuando fue sustituido en el descanso durante la victoria por 2-1 como visitante contra Bélgica. Fue portero y capitán de la selección Suiza sub-21 que compitió en la fase final del Campeonato de Europa Sub-21 de la UEFA 2011, organizado por Dinamarca entre el 11 y el 25 de junio de 2011. La selección suiza alcanzó el Campeonato de Europa Sub-21 de la UEFA 2011 el 25 de junio sin encajar un gol,  pero perdió 2-0 ante España, este fue el último partido de Sommer para los menores de 21 años.

### Absoluta
El 13 de mayo de 2014 el entrenador de la selección de Suiza, Ottmar Hitzfeld, incluyó a Sommer en la lista oficial de 23 jugadores convocados para afrontar la Copa Mundial de Fútbol de 2014, haciendo de este el primer Mundial que disputaría.
El 4 de junio de 2018 el seleccionador Vladimir Petković lo incluyó en la lista de 23 para el Mundial. Fue el arquero titular en un torneo en el que llegaron hasta los octavos de final.
Fue partícipe con la selección suiza en la Eurocopa 2020 donde culminaría su participación en los cuartos de final contra la selección de España. Durante el duelo de octavos de final contra Francia fue determinante en la tanda de penales al taparle su tiro a Kylian Mbappé después de que el equipo pudiera empatar el marcador después de ir perdiendo 3-1.
El 19 de agosto de 2024 puso fin a doce años como internacional en los que disputó 94 encuentros, el último de ellos en los cuartos de final de la Eurocopa 2024 frente a Inglaterra.

#### Participaciones en Copas del Mundo
| Mundial                        | Sede   | Resultado        |
| ------------------------------ | ------ | ---------------- |
| Copa Mundial de Fútbol de 2014 | Brasil | Octavos de final |
| Copa Mundial de Fútbol de 2018 | Rusia  | Octavos de final |
| Copa Mundial de Fútbol de 2022 | Catar  | Octavos de final |

#### Participaciones en Eurocopas
| Copa          | Sede     | Resultado        | Partidos | Goles |
| ------------- | -------- | ---------------- | -------- | ----- |
| Eurocopa 2016 | Francia  | Octavos de final | 4        | 0     |
| Eurocopa 2020 | Europa   | Cuartos de final | 5        | 0     |
| Eurocopa 2024 | Alemania | Cuartos de final | 5        | 0     |

## Estadísticas

### Clubes
Actualizado al último partido disputado el 1 de diciembre de 2024.
| F. C. Basilea II · Suiza               | 4.ª           | 2005-06       | 12  | 18  | —  | —  | —   | —   | 12  | 18  |
| F. C. Basilea II · Suiza               | 4.ª           | 2006-07       | 24  | 19  | —  | —  | —   | —   | 24  | 19  |
| F. C. Vaduz Liechtenstein              | 2.ª           | 2007-08       | 33  | 38  | 0  | 0  | 2   | 2   | 35  | 40  |
| F. C. Vaduz Liechtenstein              | 1.ª           | 2008-09       | 17  | 38  | 0  | 0  | 2   | 5   | 19  | 43  |
| F. C. Vaduz Liechtenstein              | Total club    | Total club    | 50  | 76  | 0  | 0  | 4   | 7   | 54  | 83  |
| F. C. Basilea · Suiza                  | 1.ª           | 2008-09       | 6   | 6   | 1  | 0  | —   | —   | 7   | 6   |
| Grasshopper Club Zúrich · Suiza        | 1.ª           | 2009-10       | 33  | 37  | 0  | 0  | —   | —   | 33  | 37  |
| Grasshopper Club Zúrich · Suiza        | Total club    | Total club    | 33  | 37  | 0  | 0  | 0   | 0   | 33  | 37  |
| F. C. Basilea II · Suiza               | 4.ª           | 2010-11       | 6   | 0   | —  | —  | —   | —   | 6   | 0   |
| F. C. Basilea II · Suiza               | Total club    | Total club    | 42  | 37  | 0  | 0  | 0   | 0   | 42  | 37  |
| F. C. Basilea · Suiza                  | 1.ª           | 2010-11       | 5   | 7   | 4  | 4  | 0   | 0   | 9   | 11  |
| F. C. Basilea · Suiza                  | 1.ª           | 2011-12       | 31  | 29  | 4  | 4  | 8   | 17  | 43  | 50  |
| F. C. Basilea · Suiza                  | 1.ª           | 2012-13       | 36  | 31  | 3  | 2  | 19  | 19  | 58  | 52  |
| F. C. Basilea · Suiza                  | 1.ª           | 2013-14       | 35  | 32  | 2  | 2  | 16  | 17  | 53  | 51  |
| F. C. Basilea · Suiza                  | Total club    | Total club    | 113 | 105 | 14 | 12 | 43  | 53  | 170 | 170 |
| Borussia Mönchengladbach · Alemania    | 1.ª           | 2014-15       | 34  | 26  | 4  | 3  | 10  | 10  | 48  | 39  |
| Borussia Mönchengladbach · Alemania    | 1.ª           | 2015-16       | 32  | 50  | 3  | 5  | 6   | 12  | 41  | 67  |
| Borussia Mönchengladbach · Alemania    | 1.ª           | 2016-17       | 34  | 49  | 4  | 2  | 12  | 20  | 50  | 71  |
| Borussia Mönchengladbach · Alemania    | 1.ª           | 2017-18       | 30  | 42  | 3  | 2  | —   | —   | 33  | 44  |
| Borussia Mönchengladbach · Alemania    | 1.ª           | 2018-19       | 34  | 42  | 1  | 5  | —   | —   | 35  | 47  |
| Borussia Mönchengladbach · Alemania    | 1.ª           | 2019-20       | 34  | 40  | 2  | 2  | 6   | 9   | 42  | 51  |
| Borussia Mönchengladbach · Alemania    | 1.ª           | 2020-21       | 31  | 50  | 0  | 0  | 8   | 13  | 39  | 63  |
| Borussia Mönchengladbach · Alemania    | 1.ª           | 2021-22       | 33  | 60  | 3  | 3  | —   | —   | 36  | 63  |
| Borussia Mönchengladbach · Alemania    | 1.ª           | 2022-23       | 10  | 23  | 1  | 0  | —   | —   | 11  | 23  |
| Borussia Mönchengladbach · Alemania    | Total club    | Total club    | 272 | 382 | 21 | 22 | 42  | 64  | 335 | 468 |
| Bayern de Múnich · Alemania            | 1.ª           | 2022-23       | 19  | 25  | 2  | 2  | 4   | 4   | 25  | 31  |
| Bayern de Múnich · Alemania            | Total club    | Total club    | 19  | 25  | 2  | 2  | 4   | 4   | 25  | 31  |
| Inter de Milán · Italia                | 1.ª           | 2023-24       | 34  | 19  | 2  | 0  | 7   | 4   | 43  | 23  |
| Inter de Milán · Italia                | 1.ª           | 2024-25       | 13  | 14  | 1  | 0  | 5   | 0   | 19  | 14  |
| Inter de Milán · Italia                | Total club    | Total club    | 47  | 33  | 3  | 0  | 12  | 4   | 61  | 37  |
| Total carrera                          | Total carrera | Total carrera | 573 | 698 | 40 | 36 | 105 | 132 | 721 | 863 |
| (1) Hace referencia a goles encajados. |               |               |     |     |    |    |     |     |     |     |

## Palmarés

### Títulos nacionales
| Título              | Club             | País     | Año     |
| ------------------- | ---------------- | -------- | ------- |
| Challenge League    | Vaduz            | Suiza    | 2007-08 |
| Superliga de Suiza  | F. C. Basilea    | Suiza    | 2011    |
| Superliga de Suiza  | F. C. Basilea    | Suiza    | 2012    |
| Copa de Suiza       | F. C. Basilea    | Suiza    | 2012    |
| Superliga de Suiza  | F. C. Basilea    | Suiza    | 2013    |
| Superliga de Suiza  | F. C. Basilea    | Suiza    | 2014    |
| Bundesliga          | Bayern de Múnich | Alemania | 2023    |
| Supercopa de Italia | Inter de Milán   | Italia   | 2023    |
| Serie A             | Inter de Milán   | Italia   | 2024    |